# Thomas Forsberg (handbollsspelare)
Thomas Anders "Foppa" Forsberg, född 4 september 1980 i Stockholm, är en svensk tidigare handbollsmålvakt.

## Karriär
Thomas Forsberg fostrades i Stockholmsklubben IF Swithiod och debuterade som senior i BK Söder i början av 2000-talet. Han var kvar i laget då det slogs ihop med Djurgårdens herrlag och bildade Djurgårdens IF HF. Han spelade två säsonger i Djurgården i Elitserien innan han bytte till ligakonkurrenten Hammarby IF, och spelade en säsong med dem. Han lämnade dock Hammarby alldeles innan laget vann tre raka SM-guld (2006–2008).
Från 2005 till 2008 spelade Forsberg i Danmark för Bjerringbro-Silkeborg och Viborg HK. Därefter värvade Partillelaget IK Sävehof honom tillbaka till Sverige. Där blev det nästan omedelbar succé. Förutom den första säsongen, då han delade speltiden jämnt med Hreiðar Guðmundsson, var han ordinarie målvakt och hade stor del i framgångarna när laget tog tre raka SM-guld 2010, 2011 och 2012. Han etablerade sig som en av Elitseriens bästa målvakter och var även bra i Champions League.
Sommaren 2013 valde han att flytta närmare till familj och vänner och skrev på för Stockholmslaget Ricoh HK.

## Meriter
- Svensk mästare tre gånger (2010, 2011, 2012) med IK Sävehof